# سيث موريس
سيث موريس (بالإنجليزية: Seth Morris) مواليد (21 مايو، 1970) ممثل، كوميدي وكاتب أمريكي. ظهر في عدة أعمال تلفزيونية؛ النهايات السعيدة، برنامج كرول ومستشفى الأطفال.

## أبرز أعماله
- 2009: أحبك يا رجل
- 13-2011: النهايات السعيدة
- 2012: الديكتاتور
- 15-2013: برنامج كرول
- 2014: مدينة واسعة
- 2015: مدمني العمل

## وصلات خارجية
- سيث موريس على موقع IMDb (الإنجليزية)
- سيث موريس على موقع ميوزك برينز (الإنجليزية)
- سيث موريس على موقع قاعدة بيانات الفيلم (الإنجليزية)